# William F.L. Hadley
William Flavius Lester Hadley, född 15 juni 1847 i Madison County i Illinois, död 25 april 1901 i Riverside i Kalifornien, var en amerikansk politiker (republikan). Han var ledamot av USA:s representanthus 1895–1897.
Kongressledamot Frederick Remann avled 1895 i ämbetet och efterträddes av Hadley. Han efterträddes i sin tur år 1897 av Thomas M. Jett.
Hadley gravsattes på Woodlawn Cemetery i Edwardsville i Illinois.